# 맥스 랜디스
맥스 랜디스(영어: Max Landis, 1985년 8월 3일 ~ )는 미국의 감독, 작가, 제작자이다. 2012년 영화 《크로니클》을 비롯하여 영화 각본을 쓰거나 연출하고 있다. 부모 존 랜디스와 데버라 너둘먼 랜디스 또한 영화 제작자이다.

## 작품 목록

### 영화
- 크로니클 (2012) - 각본
- 나, 그, 그녀 (2015, Me Him Her) - 연출, 각본
- 아메리칸 울트라 (2015) - 각본
- 미스터 라잇 (2015) - 각본, 총괄 제작
- 빅터 프랑켄슈타인 (2015) - 각본
- 브라이트 (2017) - 각본, 총괄 제작
- 섀도우 클라우드 (2020) - 각본